# 놀랍도록 줄어든 사나이
놀랍도록 줄어든 사나이(The Incredible Shrinking Man)는 영국에서 제작된 잭 아놀드 감독의 1957년 SF, 공포 영화이다. 그랜트 윌리엄스 등이 주연으로 출연하였고 앨버트 주그스미스 등이 제작에 참여하였다.
2009년, 이 영화는 미국 의회도서관의 보존물로 선정되었다.

## 출연

### 주연
- 그랜트 윌리엄스
- 랜디 스튜어트
- 에이프릴 켄트

### 조연
- 폴 랭튼
- 레이몬드 베일리
- 윌리엄 솨러트

## 제작진
- 원작자: 리처드 매드슨
- 미술: 로버트 클랫워시
- 미술: 알렉산더 골릿즌